# Wattpad
Wattpad es una plataforma en línea de lectura y escritura. En ella los creadores pueden publicar novelas, relatos, artículos, poemas, blogs, fanfics, y otros géneros literarios. 
Actualmente hay una versión a base de suscripción, Wattpad Premium, cuyo beneficio es no tener anuncios que interrumpen la lectura, historias sin conexión, monedas para comprar y temas de colores.
Esta red social permite a los autores y lectores interactuar, los usuarios pueden votar por las historias y comentar en cada capítulo o cada frase dentro del capítulo.
Alrededor del 40 % de la demanda procede desde Estados Unidos, y el resto de
Argentina,
Australia,
Bolivia,
Canadá,
Chile,
Colombia,
Costa Rica,
Ecuador,
El Salvador,
España,
Guatemala,
México,
Perú,
Reino Unido,
República Dominicana,
Uruguay y
Venezuela.
La plataforma tiene historias disponibles en más de 50 idiomas, siendo el español el segundo más popular después del inglés. 
Se puede acceder al portal de Wattpad desde cualquier navegador y también dispone de una aplicación móvil que está disponible para dispositivos Android, iOS y AppGallery.
En enero de 2021 se anunció que la plataforma firmó un acuerdo para ser adquirida por Naver, el conglomerado de Internet de Corea del Sur y propietario de Line WEBTOON.

## Historia
Wattpad fue creada en 2006 como resultado de la colaboración entre Allen Lau e Ivan Yuen. En febrero de 2009, Wattpad anunció la adición de más de 17 000 libros electrónicos del Proyecto Gutenberg y los puso a disposición de los usuarios móviles.
Según un comunicado de prensa de Wattpad de junio de 2009, la aplicación móvil se había descargado más de 5 millones de veces. 
La versión para iPhone se lanzó en marzo, la BlackBerry App World en abril, la Google Android en junio de 2009 y iPad de Apple en abril de 2010. En diciembre de 2015, se lanzó Windows Phone 8.1 y Windows 10 Mobile Version. 
En 2011, Wattpad anunció que recibió 3,5 millones de dólares en financiación de sus actuales inversores; así como por parte de W Media Ventures, Golden Venture Partners y de Union Square Ventures, que es de los primeros inversores en Twitter, Tumblr y otras historias de éxito de medios sociales.
En diciembre de ese año, Wattpad abrió una sede en Toronto (Canadá), que sería seleccionada como la empresa más popular de medios digitales en el país en el Intercambio de Innovaciones canadiense de ese mismo año. El cofundador y CTO Ivan Yuen también fue reconocido como un empresario canadiense en la parte superior de los Impact Infused Awards, patrocinados por Deloitte.
En junio de 2012, Wattpad recaudó $ 17.3M de un grupo de Fondos de riesgo liderados por Khosla Ventures.
En abril de 2014, Wattpad anunció $46 millones en fondos de la Serie C liderados por las empresas OMERS. En enero de 2018, Wattpad anunció  $ 51M USD en fondos de Tencent Holdings Limited, BDC, Kickstart Ventures de Globe Telecom, Peterson Group, Canso y el inversor existente Raine.
Wattpad tiene más de 65 millones de usuarios que emplean 15 mil millones de minutos cada mes en Wattpad.
A partir de enero de 2018, Wattpad había recibido casi USD $ 117.8 millones en fondos de inversionistas. En 2011, Wattpad anunció que recibió $ 3.5M en fondos totales de sus inversionistas actuales, y de W Media Ventures, Golden Venture Partners y Union Square Ventures.

## Nuevos autores y adolescentes
La mayoría de los usuarios de Wattpad pertenecen a la Generación Z y una gran parte son mujeres (70%). Dentro de la plataforma son muy populares las historias de romance, las novelas juveniles y los fanfics. Aunque también pueden encontrarse innumerables historias de fantasía, ciencia ficción, suspenso, terror y todo tipo de géneros.

### De Wattpad al papel
Muchos autores de Wattpad han dado el salto a la publicación tradicional, tanto en sellos editoriales como autopublicándose en plataformas como Amazon. Destacan títulos en inglés como el best seller After, traducido a 35 idiomas y escrito por la estadounidense Anna Todd. After, que comenzó siendo un fanfic, se ha convertido en un referente al batir récords de ventas manteniendo la novela original en Internet de manera gratuita. En español son notables los casos de la argentina Mercedes Ron, que con su trilogía Culpables ha vendido más de cien mil ejemplares y la venezolana Ariana Godoy, cuya novela Mi amor de Wattpad ha sido un éxito en sus versiones inglesa y española, y además es autora del libro A través de mi ventana, el cual cuenta con 257 millones de lecturas en Wattpad y es actualmente la nueva película juvenil de Netflix. 
Otras autoras venezolanas que destacan son Darlis Stefany, con más de diez novelas publicadas, o Alex Mírez, cuya obra Perfectos Mentirosos al día de hoy superó los 90 millones de lecturas y fue publicada en septiembre de 2020 por el sello Wattpad creado tras un acuerdo entre el grupo Penguin Random House y Wattpad. En ese sello también publicará la venezolana EM Molleja su éxito "She is one of the boys", escrito en 2013.
Otra editorial que apuesta fuerte por las novelas escritas por jóvenes autoras en Wattpad es la barcelonesa Nova Casa Editorial. En su catálogo, con una gran mayoría de autoras, podemos encontrar a autoras tan conocidas como las mexicanas Ana Coello y Zelá Brambillé, las argentinas Ann Rodd, Ludmila Ramis y Candela Muzzicato, la boliviana Carla Angelo, la brasileña Beca Aberdeen, las españolas Zara Black y Lucía ZigZag, la chilena Violeta Boyd, las peruanas Ximena Renzo, Mhavel N, la costarricense Claudia Oviedo, la uruguaya Giselle Schwarzkopf y la paraguaya Araceli Samudio entre muchas otras. Otros autoras salidas de Wattpad han apostado por la autopublicación, como es el caso de Eleanor Rigby, quien además de publicar con distintas editoriales y ganar el IX Premio Vergara de novela romántica, ha apostado por publicar algunas de sus novelas en Amazon.

### Películas y series
Cada vez más son las historias creadas en Wattpad que son adaptadas a la gran y a la pequeña pantalla. La trilogía de The Kissing Booth, están basadas en la novela homónima escrita en 2011 por Beth Reekles. Un caso más sonado es la adaptación al cine de After, la conocida saga juvenil de Wattpad, cuya película After: Aquí empieza todo recaudó cerca de 70 millones de dólares con un presupuesto de 14, y llevó a la adaptación cinematográfica de dos libros de las tres secuelas. 
En 2018 Hulu estrenó la primera temporada de la serie Light as a Feather basada en una novela de Zoe Aarsen publicada originalmente en Wattpad, en 2019 la cadena anunció que habría una segunda temporada.
En Filipinas más de 70 historias de Wattpad se han convertido en capítulos de la serie Wattpad Presents, además se han producido películas como She's Dating the Gangster.
En 2022 se estrenó la adaptación a la pantalla grande de A través de mi ventana de la autora venezolana Ariana Godoy con la participación de la actriz Clara Galle quien interpretó el papel de Raquel y del actor Julio Peña interpretó el papel de Ares.
En 2023 se estrenó en Prime Video Culpa mía, película basada en la novela homónima de la autora Mercedes Ron.

## Programas

### Embajadores de Wattpad
Se trata de un grupo de usuarios que aplican de forma voluntaria y son seleccionados por el equipo de Wattpad. Trabajan de forma no remunerada con el fin de mantener el orden en la plataforma, siendo el nexo entre el soporte de Wattpad y los usuarios. Responden dudas, atienden consultas sobre las categorías, las historias, clasificación (algo prohibido, denunciable, editable, etc.), sobre problemas de cuentas, creación o eliminación de cuentas personales. Además de dar consejos sobre escritura, promoción y fomentar la participación en redes sociales.

### Premios Watty
Son unos premios que la plataforma otorga anualmente a algunos escritores de la plataforma, que afirman premiar la popularidad y la calidad de las historias. Cada año cambian algunas normas y las categorías premiadas. Los ganadores reciben el reconocimiento de la comunidad y un sello para poner en la portada de sus novelas. La inscripción suele abrirse en verano.

### Historias pagadas
En Wattpad todas las historias se pueden leer de forma gratuita salvo las que pertenecen al programa Historias Pagadas. Este es un programa que busca que los autores de Wattpad ganen dinero con sus novelas a través del apoyo de sus lectores. Las novelas de pago tienen disponibles sus primeros capítulos de forma gratuita, el resto se puede desbloquear usando monedas de Wattpad que se pueden adquirir a través de la app o viendo anuncios en algunas regiones. De momento al programa solo se accede con invitación de la plataforma.

## Controversias

### Problemas de derechos del autor
Algunos de los grandes volúmenes del material subido por el usuario alojado en Wattpad es material con derechos de autor cuyos autores no otorgan derechos de republicación. En mayo de 2009, un artículo en el New York Times señalaba que «los sitios como Scribd y Wattpad, que invitan a los usuarios a subir documentos como tesis universitarias y novelas autoeditadas, han sido el objetivo de quejas en la industria en las últimas semanas por la reproducción ilegal de títulos populares que han aparecido en dichos sitios web» y que se acusaba a Wattpad de ser un sitio que suministra libros piratas. Bill Ray de The Register dice que la compañía «se esconde detrás de las reglas de salvaguarda, con la promesa de eliminar el contenido tan pronto como sea notificada por los propietarios».
La política del sitio web Wattpad alega que «nosotros no damos la bienvenida a la carga de material que viola los términos de derechos de autor» con la excusa de que «simplemente no es posible seleccionar y verificar todo el contenido publicado».
En respuesta a las críticas de la industria, en abril de 2009 (es decir, antes de la publicación del citado artículo del New York Times) Wattpad anunció la puesta en práctica de un programa diseñado para permitir a los autores o sus representantes identificar y directamente eliminar contenido infractor desde el sitio. Este programa está diseñado específicamente para los «autores con libros publicados para la venta».

## Diferentes categorías de obras
Las obras publicadas en Wattpad se encuentran divididas en las siguientes categorías:
| - Acción - Aventura - Chick Lit - Ciencia Ficción - Clásicos - De Todo - Espiritual - Fanfic - Fantasía - Ficción General - Historia Corta - New Adult | - Humor - Misterio / Suspenso - No Ficción - Novela histórica - Literatura juvenil - Paranormal - Poesía - Romance - Terror - Vampiros - Hombres lobo |